# Yankee Harbour
Der Yankee Harbour ist ein kleiner Naturhafen an der Südwestküste von Greenwich Island im Archipel der Südlichen Shetlandinseln. Er liegt zwischen dem Glacier Bluff und dem Spit Point.
Der Name der Bucht ist unter britischen und US-amerikanischen Robbenjägern seit dem Jahr 1820 geläufig und inzwischen international etabliert. Zeitweilig wurde die Benennung auch für den Port Foster auf Deception Island verwendet. Namensgebend ist die Bezeichnung Yankee für die Bewohner Neuenglands an der Ostküste der Vereinigten Staaten.